# G.C. Cameron
George Curtis "G.C." Cameron (n. 21 septembrie 1945, Jackson, Mississippi) este un cântăreț american de muzică soul și R&B. G.C. este creditat ca având "șase voci diferite".